# Noodle fritti
I noodle fritti sono una pietanza a base di pasta lunga cucinata con altri ingredienti che variano a seconda della ricetta. È un piatto tipico e molto popolare nelle cucine dell’Asia orientale, sud-orientale e, in misura minore, dell’Asia meridionale. Sono presenti in tutto il mondo nei ristoranti etnici dei Paesi appartenenti a queste regioni.
I più diffusi sono quelli fritti al salto, meno comuni quelli fritti in immersione o fritti con poco olio. I noodle possono essere di grano, di grano all'uovo, di riso o quelli trasparenti a base di amido, di solito estratto dai fagioli della vigna radiata.
Tra i più popolari vi sono quelli cinesi che prendono il nome chow mein (炒面S) e chow fen (炒粉S, in cantonese: chao fun), la pasta dei quali è fatta rispettivamente di grano e di riso. Nel Sud-est asiatico i noodle fritti sono spesso cucinati e venduti da ambulanti come cibo da strada, tra i più famosi vi sono i mie goreng di Malaysia e Indonesia e i pad thai della Thailandia.

## Piatti con noodle fritti

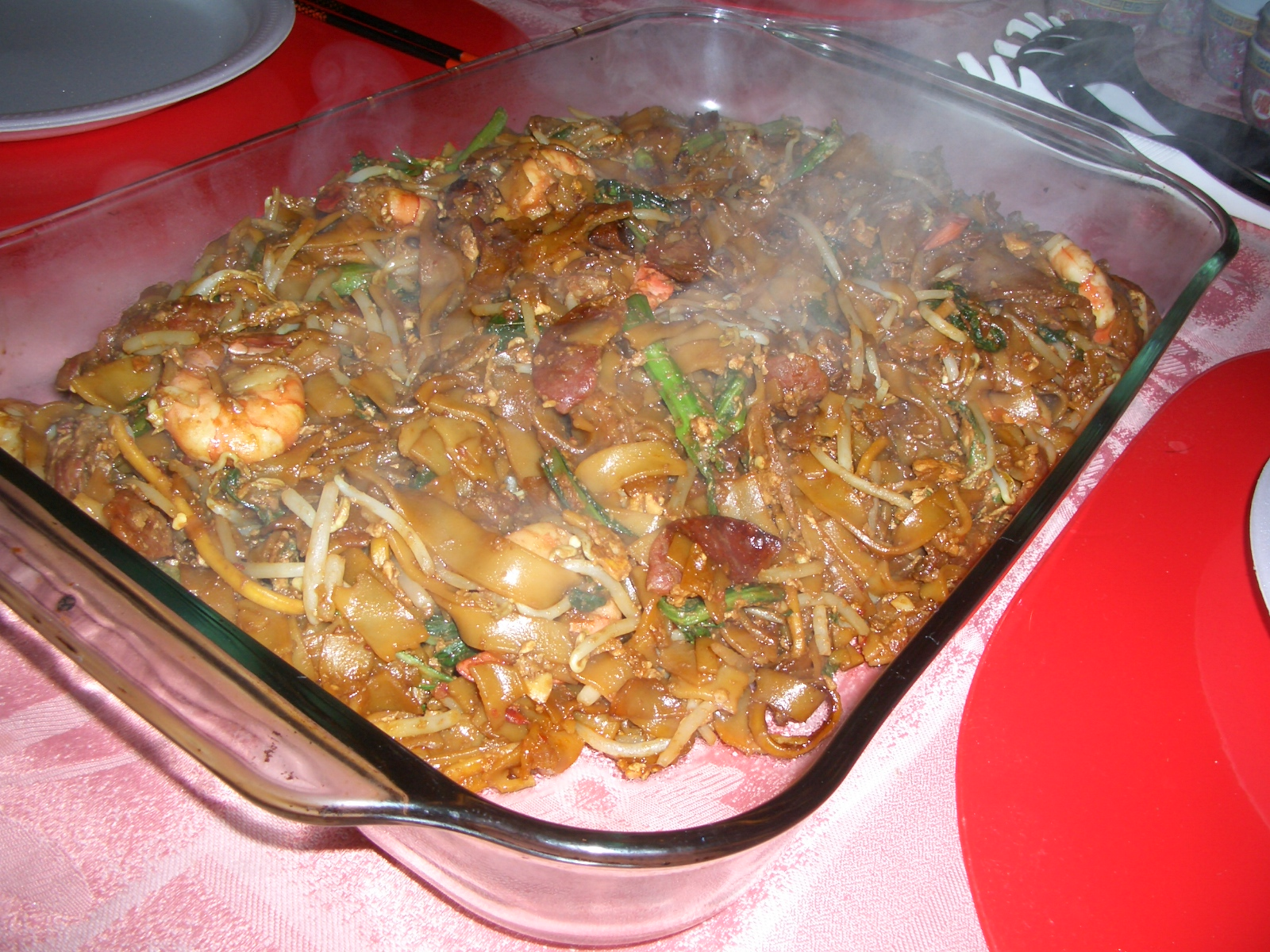
Char kway teow

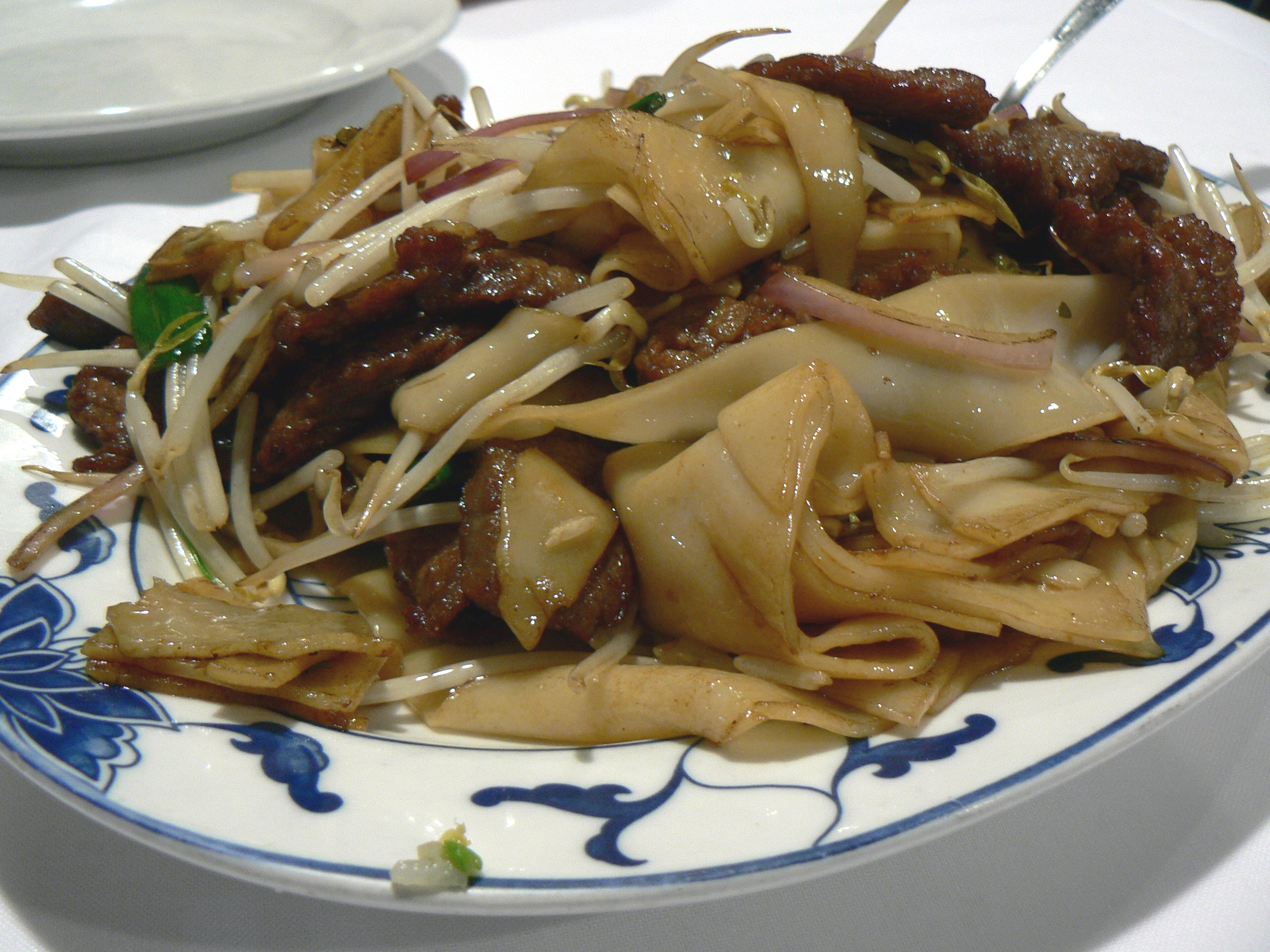
Chow fun cantonese al manzo

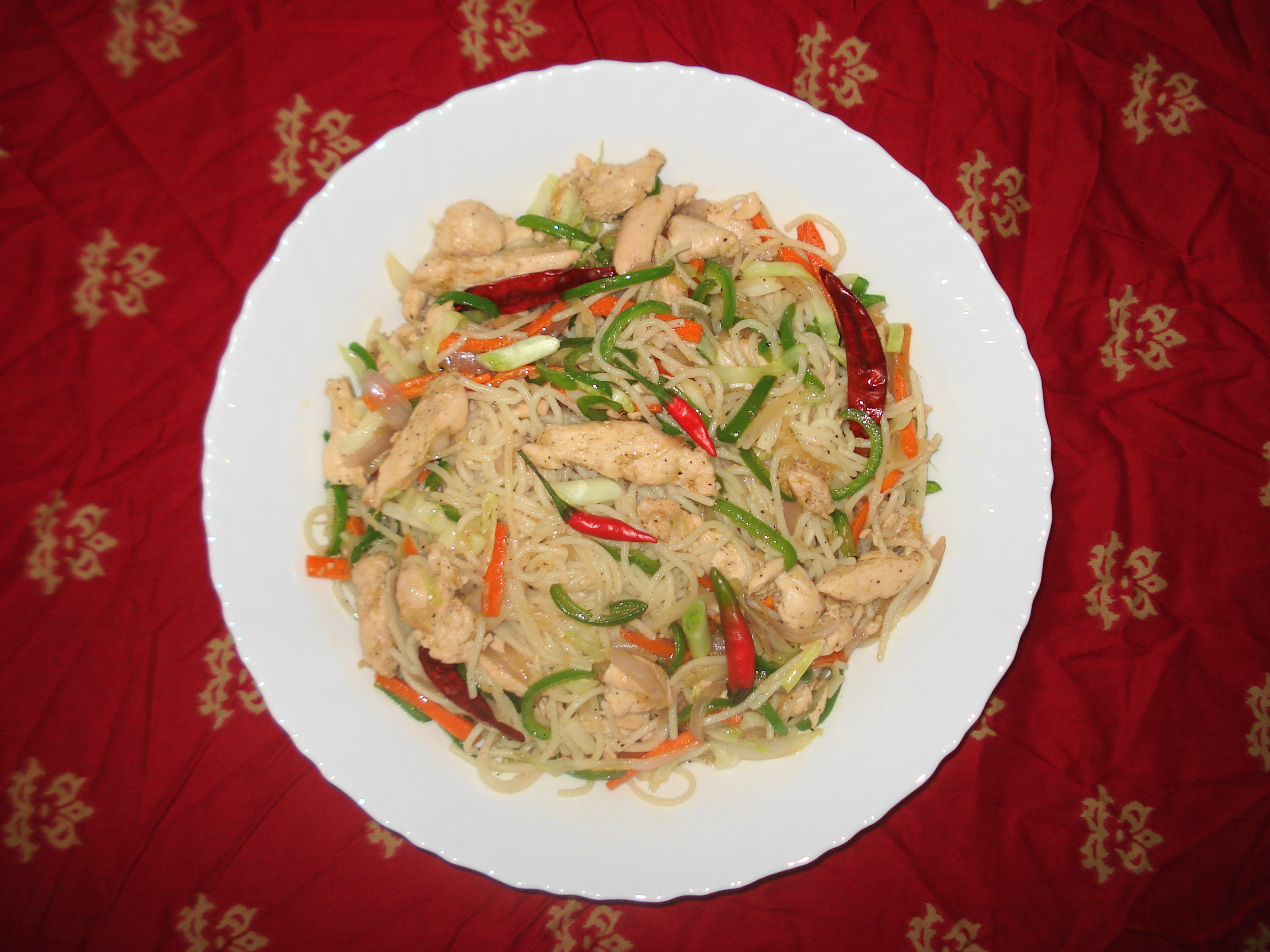
Chow mein al pollo in Nepal

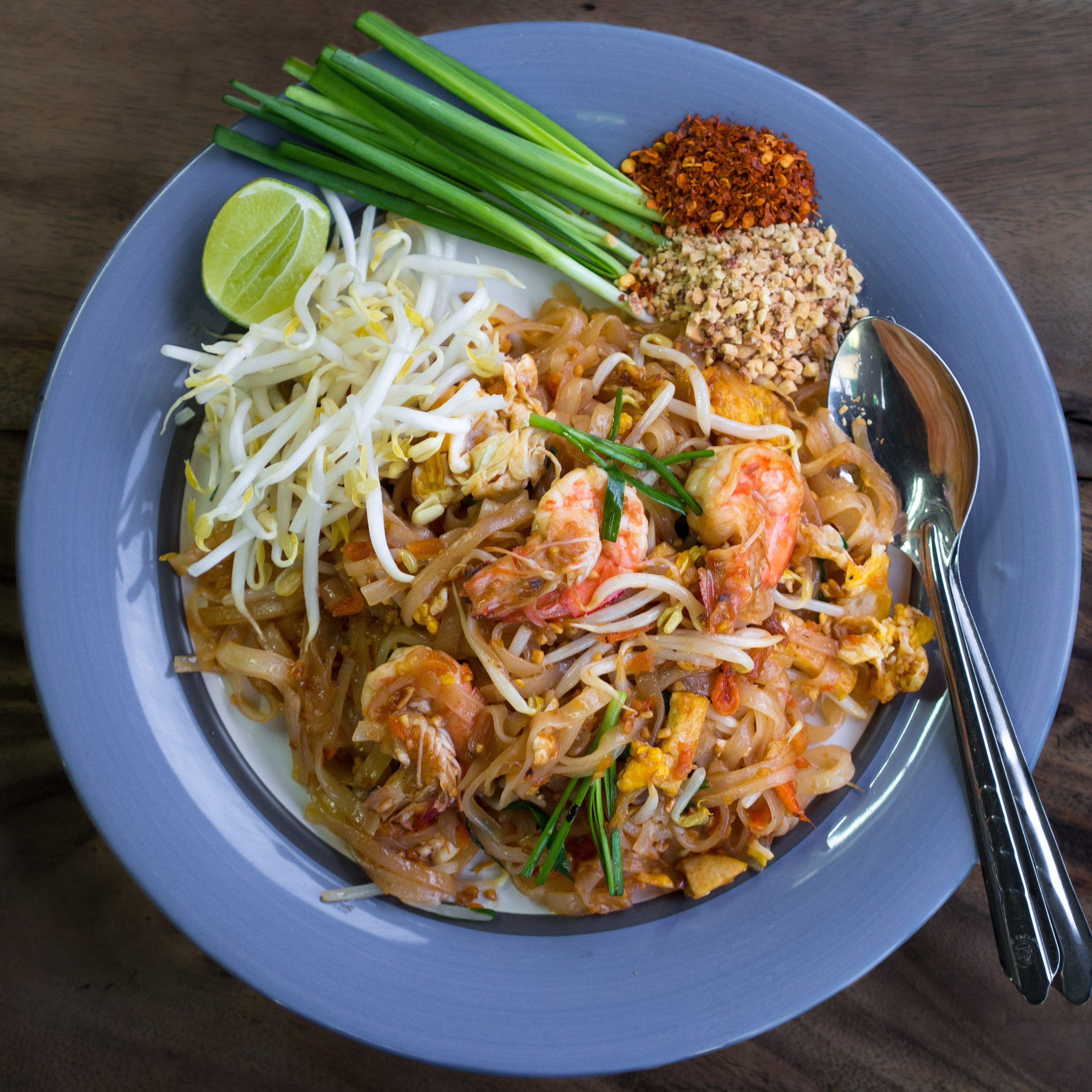
Pad thai

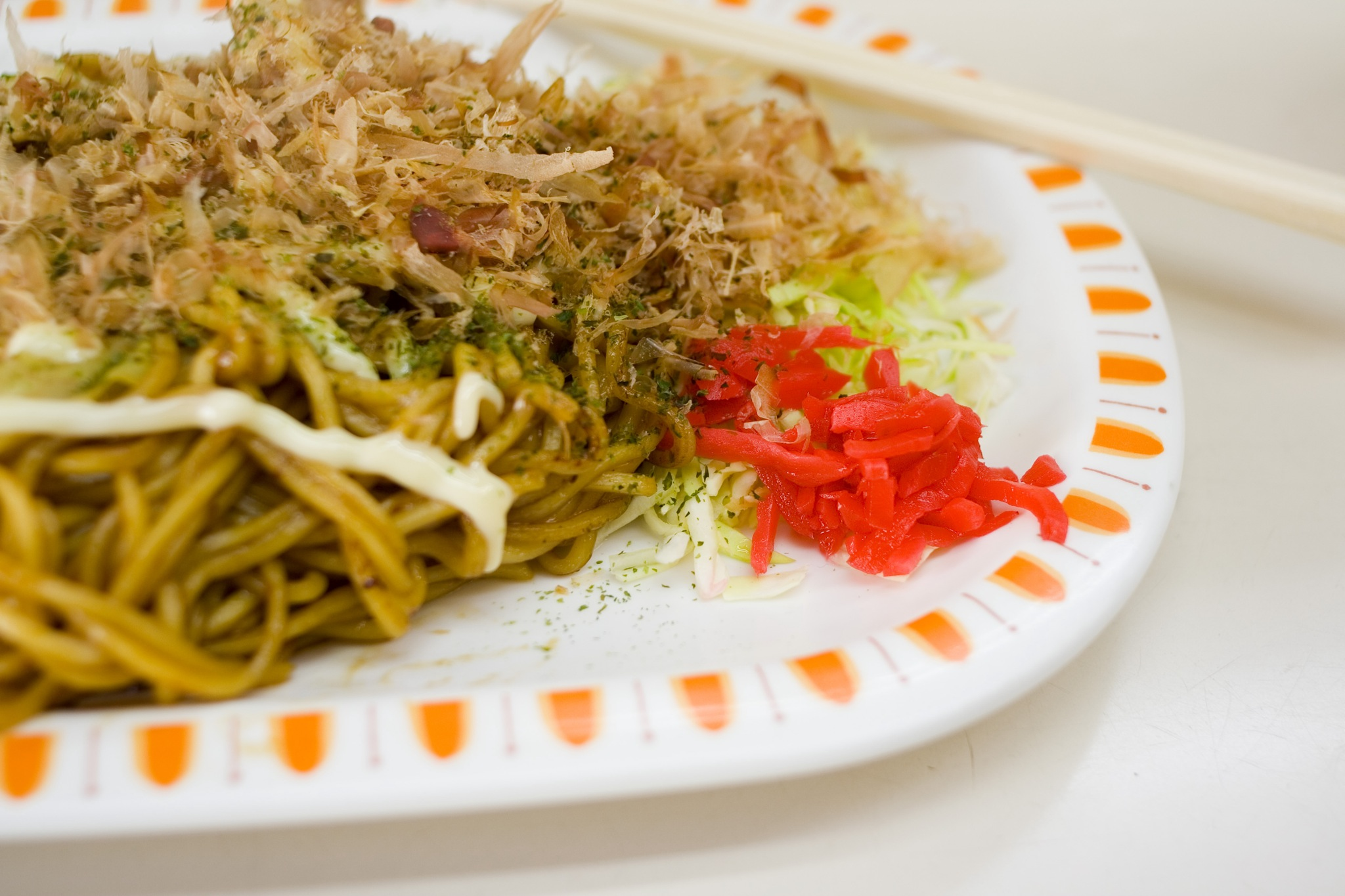
Yakisoba

### Frittura al salto
- Char kway teow – Piatto di origine cinese servito in Indonesia, Malaysia, e Singapore cucinato con pappardelle di riso, gamberi, uovo, germogli di soia, polpetta di pesce, cozze, verdure in foglia e salsiccia cinese.
- Chow fun con manzo – Piatto fritto al salto tipico della cucina cantonese, i cui ingredienti principali sono manzo, pappardelle di riso, germogli di soia e cipollotti.
  - Chow fun alla singaporeana – non sono in realtà di Singapore ma tipici della cucina cantonese. Sono spaghettini di riso piuttosto fini saltati con polvere di curry, germogli di soia, maiale e verdure.
- Chow mein – tradizionali noodle fritti di grano cinesi, popolari anche in Nepal, Stati Uniti e Canada.
  - Chow chow – Versione nepalese dei chow mein cinesi, con l'impiego di cipolla, altri vegetali e carne di bufalo. È un piatto molto diffuso anche in India.[3][4]
  - Chow mein alla singaporeana – simili ai chow fun alla singaporeana ma con noodle di grano.
- Hokkien mee – Piatto di origine cinese tipico della cucina malese, indonesiana e di Singapore. Ne esistono diverse varianti e gli spaghettini usati possono essere di grano all'uovo o di riso.[5][6]
- Japchae – piatto coreano con spaghettini trasparenti a base di amido (glass noodles).[7]
- Kwetiau goreng – piatto indonesiano di origine cinese con pappardelle di riso fritte al salto con aglio, scalogno, peperoncino, verdure, salsa di soia. L'ingrediente principale può essere manzo, pollo o gamberi.
- Lo mein – piatto della cucina cantonese popolare anche negli Stati Uniti. Si cucina con spaghetti di grano all'uovo piuttosto spessi.[8]
- Mee siam – tipici della cucina di Malaysia e Singapore, vermicelli di riso con salsa gravy agrodolce e piccante.[9]
- Mie goreng – spaghettini o tagliolini di grano all'uovo piccanti tipici di Indonesia, Malaysia e Singapore, diffusi anche in Sri Lanka, dove però sono cucinati in modo diverso dalle varie versioni del Sud-est asiatico.[10]
  - Mie goreng Aceh – versione particolarmente piccante dei mie goreng tipica della cucina di Aceh, a Sumatra.
- Pad thai – la versione più popolare dei noodle fritti thailandesi. Vengono utilizzati diversi spaghettini o tagliolini di riso e vengono fritti al salto con ingredienti vari tra cui gamberetti, pollo o tofu, uova, germogli di soia, arachidi tritate ecc.[11]
- Pancit luglug e pancit palabok – spaghetti fritti con pasta di riso delle Filippine, che utilizzano rispettivamente una sezione di pasta media e molto fina.
- Phat khi mao (noodle fritti all'ubriaca) – piatto thailandese con pappardelle di riso, salsa di soia, salsa di pesce, salsa di ostriche, aglio, carne, peperoncino, pepe e basilico sacro.[12]
- Pad see-ew – pappardelle di riso fritte al salto della cucina thailandese.[13]
- Rat na – molto simili ai pad see-ew, dai quali si differenziano per un gusto più leggero e per la densa salsa in cui sono immersi.[14][15]
- Yakisoba – cucinata con i tipici noodle giapponesi di grano chiamati chukamen, fritti al salto con pancia di maiale o cosce di pollo, vegetali vari e l'apposita salsa per yakisoba (salsa Otafuku o altre equivalenti).[16]
- Yakiudon – simile alla yakisoba ma con l'utilizzo di udon, spaghettoni molto più spessi con lo spessore simile a quello dei bigoli.

### Frittura in padella
- Noodles fritti di Hong Kong – tipico piatto della cucina di Hong Kong con noodle secchi fatti prima bollire e poi fritti in padella con verdure e altri ingredienti a scelta fino a quando i noodle diventano croccanti.[17]

### Frittura profonda

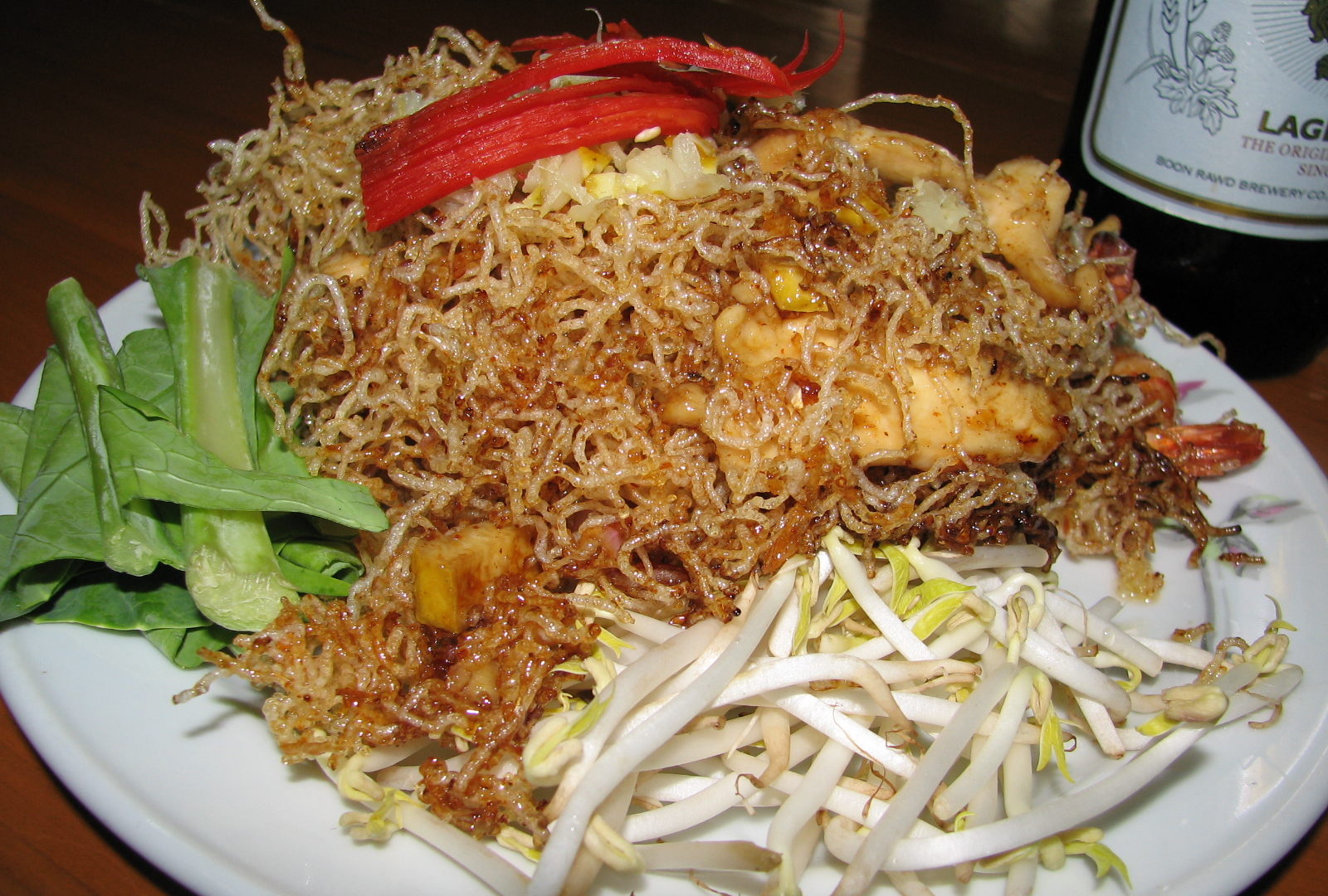
Mi krop

- Noodle croccanti di wonton – strisce di wonton fritte in immersione, servite come antipasto con salsa di anatra e mostarda piccante nei ristoranti cinesi degli Stati Uniti.
- I fu mie – piatto cinese-indonesiano con noodle yi mein serviti in salsa con verdure, pollo o gamberi.
- Mie kering – piatto di origine cinese tipico della cucina di Makassar, in Indonesia.
- Mi krop – piatto thailandese di noodle di riso fritti e croccanti.